# كريل رقائقي
كريل رقائقي (الاسم العلمي: Euphausia lamelligera) هو نوع من المفصليات يتبع جنس الكريل من الفصيلة الكريلية.